# Парафілія (сексологія)
Парафілія (від дав.-гр. παρά — пункт, поруч і дав.-гр. φιλία — дружба, кохання) — медичний термін, що позначає стани, за яких людина досягає сексуального збудження та задоволення унаслідок фантазій, сексуальних потреб і поведінки, що призводять до клінічно значущих страждань або порушень в інших важливих галузях життєдіяльності людини.
Згідно з діагностичним і статистичним посібником психічних захворювань DSM, (DSM-IV-TR код 302.9) існує два критерії для визначення парафілії:
Перший критерій — рецидивні, інтенсивні сексуально-збуджуючі фантазії, сексуальні спонукання чи поведінка, що відбуваються в період понад 6 місяців та як правило, пов'язані з:
- нелюдськими об'єктами;
- стражданням або приниженням себе або свого партнера;
- дітьми чи іншими особами, що не дають згоди.

Другий критерій — відчуття клінічно-значущого дискомфорту або пошкодження в соціальній, професійній чи інших важливих сферах діяльності.
Наразі, обидва критерії повинні бути дотримані, для того щоб надати діагноз парафілії хворому.
Парафілія може бути пов'язана із певним сексуальним об'єктом (наприклад, діти, тварини, спідня білизна, неістоти) або конкретними діями (наприклад, заподіяння болю, приниження партнера, непристойні телефонні дзвінки). Характер парафілії у конкретної людини зазвичай є специфічним та незмінним; парафілії частіше зустрічаються у чоловіків, ніж у жінок.
Парафілія є формою психологічної залежності, яка призводить до сексуальних дисфункцій (порушення ерекції або еякуляції), утруднює або виключає сексуальний контакт як взаємодію між двома людьми у разі, якщо не підтверджується парафілічними фантазіями або діями.

## Термінологія

### Історія
Для опису нетипових сексуальних інтересів використовується багато термінів, і досі тривають дебати щодо технічної точності та сприйняття стигми. Сексолог Джон Мані популяризував термін "парафілія" як не принизливе позначення незвичних сексуальних інтересів. Мані описав парафілію як "сексуально-еротичне прикрашання або альтернативу офіційній ідеологічній нормі". Психіатр Глен Ґаббард пише, що, попри зусилля Стекела і Мані, "термін "парафілія" в більшості випадків залишається принизливим".
Введення терміну парафілія приписують Фрідріху Саломону Краусу в 1903 році, а з певною регулярністю його використовував Вільгельм Штекель у 1920-х роках. Термін походить від грецького παρά (para) "поруч" і φιλία (-philia) "дружба, любов".
Наприкінці 19 століття психологи та психіатри почали класифікувати різні парафілії, оскільки хотіли мати більш описову систему, ніж юридичні та релігійні конструкти содомії та збочень. До введення терміну "парафілія" в DSM-III (1980) для позначення парафілій у перших двох виданнях посібника використовувався термін "сексуальна девіація". 1981 року в статті, опублікованій в "Американському журналі психіатрії" (англ. The American Journal of Psychiatry), парафілія була описана як "повторювані, інтенсивні сексуально збуджуючі фантазії, сексуальні потяги або поведінка, що загалом включає" наступне:
- БДСМ
- Педофілія
- Зґвалтування

### Гомосексуальність і негетеросексуальність
Гомосексуальність, яка зараз широко сприймається як варіант людської сексуальності, свого часу обговорювалася як сексуальна девіація. Зигмунд Фройд та наступні психоаналітичні мислителі вважали гомосексуальність та парафілію результатом психосексуальних ненормативних стосунків пов'язаних з Едіповим комплексом. Таким чином, термін «сексуальне збочення» або епітет «збоченець» історично стосується геїв, а також до інших негетеросексуальних людей (людей, які виходять за рамки загальноприйнятих норм сексуальної орієнтації).
До середини 20-го століття лікарі-психіатри почали формалізувати класифікацію «девіантної сексуальності» в категорії. Спочатку гомосексуальність кодувалася як 000-x63 і була на першому місці в класифікаційному списку (код 302.0), поки Американська психіатрична асоціація (англ. American Psychiatric Association) не вилучила гомосексуальність з DSM у 1973 році. Мартін Кафка пише: «Сексуальні розлади, які колись вважалися парафіліями (наприклад, гомосексуалізм), тепер розглядаються як варіанти нормальної сексуальності».
Дослідження літератури 2012 року, проведене клінічним психологом Джеймсом Кантором, при порівнянні гомосексуальності з парафіліями виявило, що обидва явища мають «спільні риси початку та перебігу (як гомосексуальність, так і парафілії є довічними), але вони, здається, відрізняються за співвідношенням статей, братнім порядком народження, рухомістю, IQ та когнітивним профілем, а також нейроанатомічними особливостями». Автори дослідження дійшли висновку, що дані свідчать про те, що парафілії та гомосексуальність є двома різними категоріями, але вважають цей висновок «досить умовним», враховуючи нинішнє обмежене розуміння парафілій.

## Класифікація
Найчастіше парафілії поділяють на предметні сексуальні девіації (наприклад, педофілія, геронтофілія, зоофілія, фетишизм, трансвестизм), модальні сексуальні девіації (наприклад, сексуальний садизм, сексуальний мазохізм, ексгібіціонізм, вуаєризм) та атипові девіації.
Згідно з визначенням парафілій у DSM-IV, парафілії поділяються на три категорії:
- ті, в яких для сексуальної стимуляції необхідна присутність неособистісних об'єктів - фетишів (фетишизм, у тому числі трансвестизм)
- ті, в яких досягнення сексуального задоволення залежить від наявності ситуацій, пов'язаних зі стражданням і приниженням (садизм, мазохізм)
- ті, в яких необхідним елементом для сексуального збудження є наявність недобровільних партнерів (ексгібіціонізм, вуаєризм, телефонна скатологія тощо).

### Класифікація DSM-IV
Класифікація Американської психіатричної асоціації DSM-IV виділяє вісім специфічних парафілій:
| Код    | Назва                     | Передумовою сексуального задоволення є..: |
| ------ | ------------------------- | --- |
| 302.4  | ексгібіціонізм            | демонструвати свої геніталії незнайомцям.. |
| 302.81 | фетишизм                  | використання неособистих (зазвичай неживих) об'єктів (з присутністю або без присутності особистого партнера).                                                          |
| 302.89 | фроттеризм                | доторкання або тертя (іноді генітальне) до осіб, які не дають на це згоди.                                                                                             |
| 302.2  | педофілія                 | сексуальна активність за участю дитини або дітей, які не досягли статевої зрілості (зазвичай у віці 13 років або молодше).                                             |
| 302.83 | сексуальний мазохізм      | приниження, побиття, зв'язування або страждання в інший спосіб (насправді, а не імітація).                                                                             |
| 302.84 | сексуальний садизм        | реальні (а не симульовані), фізичні (біль) або психологічні страждання (в тому числі приниження) іншої особи (жертви).                                                 |
| 302.3  | трансвеститський фетишизм | у гетеросексуальної людини - переодягання в одяг, що відповідає протилежній статі, зазвичай без реального партнера, але з думкою про те, що він також є цим партнером. |
| 302.82 | вуаєризм                  | спостереження за особою, яка нічого не знає, нічого не підозрює і не дає на це згоди, яка оголена, роздягається або перебуває в процесі сексуальної активності.        |
| 302.9  | неспецифічна парафілія    | інше |

### Класифікація МКХ-10
У 10-й версії Міжнародної класифікації хвороб (МКХ-10), що використовується Всесвітньою організацією охорони здоров'я, парафілії кодуються під рубрикою F65:
| Код   | Назва                      | Передумовою сексуального задоволення є..: |
| ----- | -------------------------- | --- |
| F65.0 | фетишизм                   | використання неособистих (зазвичай неживих) об'єктів (з присутністю або без присутності особистого партнера). |
| F65.1 | фетишистський трансвестизм | у гетеросексуальної людини - переодягання в одяг, що відповідає протилежній статі, зазвичай без реального партнера, але з думкою про те, що він також є цим партнером.                                                               |
| F65.2 | ексгібіціонізм             | показувати свої геніталії випадковим (нічого не підозрюючим) людям. |
| F65.3 | вуайєризм                  | спостереження за особою, яка нічого не знає, нічого не підозрює і не дає на це згоди, яка оголена, роздягається або перебуває в процесі сексуальної активності.                                                                      |
| F65.4 | педофілія                  | сексуальні стосунки з дитиною або дітьми, які не досягли статевої зрілості (зазвичай у віці 13 років або молодше). |
| F65.5 | садомазохізм               | приниження, побиття, зв'язування або інші страждання, реальне (а не імітоване) фізичне (біль) або психологічне страждання (в тому числі приниження) іншої людини (жертви), наявність страждань і насильства під час сексуальних дій. |
| F65.6 | комплексна парафілія       | різні об'єкти або види діяльності |
| F65.8 | інші парафілії             | інше |
| F65.9 | невстановлена парафілія    | невстановлені елементи |

### Неспецифічні парафілії
Існує також багато рідкісних типів «неспецифічних» парафілій, які не вказані в класифікаціях, але присутні в літературі:
| Назва                 | Передумовою сексуального задоволення є..:                             |
| --------------------- | --------------------------------------------------------------------- |
| телефонна скатологія  | непристойні телефонні дзвінки;;                                       |
| некрофілія            | контакт з трупами;                                                    |
| аутогінофілія         | уявити себе жінкою;                                                   |
| аутоеротична асфіксія | киснева недостатність (задуха);                                       |
| ефебофілія            | контакти з людьми в пізньому підлітковому віці;                       |
| гебефілія             | контакт з підлітками;                                                 |
| партенофілія          | контактувати лише з особами, які ще не пройшли сексуальну ініціаціюj; |
| геронтофілія          | контакт з людьми похилого віку;                                       |
| зоофілія              | контакт з тваринами;                                                  |
| абазіофілія           | контакт з людьми з порушеннями опорно-рухового апарату;               |
| урофілія              | сечовипускання;                                                       |

## Терапія
Люди, які страждають на парафілії, можуть не відчувати потреби змінювати свої вподобання. Бажання змінитися зазвичай виникає тоді, коли парафілія стає гнітючою або руйнує стосунки з іншою людиною. Особливо це трапляється тоді, коли їхні партнери усвідомлюють, що вони діють як необхідний або полегшуючий реквізит у стосунках для задоволення своїх сексуальних потреб. Водночас люди, які страждають на парафілію, часто відчувають провину за свої вподобання, які вони вважають аморальними або навіть огидними. Багато хто впадає в депресію.
Зазвичай люди, які страждають на парафілії, не вважають свій стан патологічним і не відчувають потреби змінювати свої вподобання. Найчастіше влада змушує їх це зробити лише після того, як вони потрапляють до в'язниці у зв'язку з сексуальними злочинами. Це означає, що парафілії не є повністю дослідженим розладом, і ми не знаємо про них стільки, скільки знаємо про інші типи проблем зі здоров'ям.
Метою терапії є звільнення людини від страждань, що, буває так, не збігається з необхідністю звільнити людину від парафільних тенденцій. Лікування залежить від причини недуги:
- Якщо страждання викликані реальним пережитим відторгненням з боку оточення або страхом відторгнення, метою терапії є зміцнення впевненості в собі та емоційна стабілізація, що дозволить особистості прийняти парафільні тенденції.
- Якщо людині бракує сил або здатності прийняти себе зі своєю парафілією, якщо вона не може подолати соціальний тиск оточення або власне почуття провини, і якщо парафілія є нетерпимою в суспільстві до такої міри, що за неї передбачені суворі соціальні санкції, в тому числі кримінальні, тоді метою терапії стає усунення парафільної поведінки, наприклад, за допомогою так званої поведінкової (біхевіоральної) терапії.
- Якщо парафільна поведінка є симптомом неврозу, то йдеться лише про його лікування психотерапевтичними методами.

### Аверсивне лікування
Важливим елементом у зменшенні негативної сексуальної поведінки є методи, що застосовуються в аверсивній терапії. Вона використовує механізми умовного зв'язку, що включають асоціацію відповідних стимулів. Під час терапії пацієнта просять уявити ситуацію, яка викликає сексуальне збудження. Потім пацієнта просять уявити неприємні ситуації, які викликають аверсивну реакцію. При цьому, щоб забезпечити додаткові неприємні подразники, в повітрі починає плавати неприємний запах, який випускається спеціальним пристроєм. Використовуючи таким чином механізми обумовлювання, у пацієнтів створюється відраза до несприятливої поведінки. Водночас аверсивну терапію доповнюють когнітивною терапією та тренінгами соціальних навичок.